# Vincenzo Sparagna
Vincenzo Sparagna (Napoli, 28 luglio 1946) è un editore, giornalista e disegnatore italiano, noto per essere stato il direttore responsabile, oltreché uno dei fondatori, della rivista Frigidaire.

## Biografia

### Infanzia e giovinezza
Vincenzo Sparagna nasce a Napoli, nel quartiere di Bagnoli, il 28 luglio del 1946. Sin da piccolo, grazie all'esempio di suo padre Cristoforo Sparagna, un pittore, scrittore e poeta minturnese, s'appassiona al disegno ed alla letteratura.

### 1973-1978: Cannibale ed Il Male
Al principio del 1978, dopo anni di militanza politica negli ambienti della sinistra extraparlamentare e collaborazioni volontarie dal 1973 con il manifesto, entra nel Male, firmandosi Tersite e diventando parte integrante di una direzione collettiva che comprende Vincino, Angelo Pasquini e Piero Losardo.

### 1979-1989: Frigidaire
Nel 1979, insieme al gruppo della rivista Cannibale (Stefano Tamburini, Filippo Scozzari, Andrea Pazienza, Massimo Mattioli e Tanino Liberatore), progetta la rivista Frigidaire, il cui primo numero va in edicola il 28 ottobre 1980. Frigidaire, di cui Sparagna è direttore sin dal numero 1, è una testata non solo satirica, caratterizzata da uno stile editoriale innovativo, con fumetti, racconti e reportage.
Su Frigidaire si alternano molti disegnatori e autori di fumetto. Nel 1983, con il giovane giornalista lituano Savik Shuster, Sparagna realizza una falsa Stella Rossa che distribuisce clandestinamente in Afghanistan alle truppe sovietiche d'occupazione per annunciare “Basta con la guerra. Tutti a casa!”. In precedenza, oltre ai tanti falsi italiani de Il Male, Sparagna aveva già realizzato e distribuito clandestinamente (nel 1979, un anno prima di Solidarnosc) una falsa Trybuna Ludu (quotidiano del partito comunista polacco) con l'annuncio dello scioglimento del partito; e, nell'estate 1980, una falsa Pravda, con la notizia della fine dell'Unione Sovietica (“la Russia ha sconfitto i dèmoni. Né Unione, né Socialiste, né Sovietiche, solo Repubbliche”).
Nel 1985, in parallelo con Frigidaire, fonda, con Andrea Pazienza che ne è l'imprinter, Frìzzer. Su Frìzzer, insieme con Pazienza, inventa il Maivismo, una ironica teoria/movimento artistico, nata intorno ai suoi disegni commentati da Pazienza, che riassume tuttavia in chiave beffarda lo stupore e la novità della estetica frigideriana. Nello stesso 1985, con Stefano Tamburini, crea la rivista Tempi Supplementari, “un branco di giovani lupi del fumetto a caccia di gloria”. Su Tempi Supplementari debutta una seconda generazione di autori italiani, tra i quali Ugo Delucchi, Giuseppe Palumbo, Francesca Ghermandi, Gianluca Lerici (prof. Bad Trip).
Ancora nel 1985, con la grafica di copertina di Stefano Tamburini e l'aiuto di Paola Febbraro, fonda il trimestrale di subletteratura Vomito, di cui è anche direttore e che ospita giovani autori, con racconti e poesie illustrate da disegni dello stesso Vincenzo Sparagna. Nel 1986 una decisione della Commissione Editoria presieduta da Giuliano Amato priva Frigidaire di diverse centinaia di milioni; comincia un lunghissimo ciclo di lutti, debiti e difficoltà finanziarie; la morte per overdose di Stefano Tamburini nel 1986 e di Andrea Pazienza nel 1988 lo feriscono profondamente.

### 1990-2004:Lunedì della RepubblicaeLa piccola Unità
Nel 1990, sempre in parallelo con Frigidaire, Vincenzo Sparagna inventa il Lunedì della Repubblica, primo giornale vero/falso. Dura per 24 numeri. La testata viene acquistata alla fine del 1991, dopo la chiusura, dal gruppo L'espresso-Repubblica, che decide di far uscire la Repubblica anche di lunedì. Nel 1995 dà vita, con Filippo Scòzzari (suo unico socio nella Primo Carnera s.r.l., società editrice di Frigidaire dal 1980), a Il Nuovo Male, che esce per sei mesi, raccontando satiricamente l'Italia, le sue burocrazie e l'incedere di Tangentopoli e del berlusconismo.
Nel 1998 chiude con un fallimento concordato la Primo Carnera, di cui era stato amministratore unico sin dalla fondazione. Ma riprende le uscite di Frigidaire con la Nuovo Pianeta, sua ditta individuale. Il primo numero della nuova serie ospita la fotocronaca del viaggio clandestino di Oreste Scalzone in Italia nel trentennale del '68. Interrotte nuovamente le uscite per tre anni, Frigidaire torna in edicola nella primavera del 2001 con il numero 201 e vi resta fino alla primavera del 2003 con il numero 207. Nello stesso periodo pubblica anche “la piccola Unità”, firmandosi Vincenzino Gramsci.

### 2005-in poi: LaRepubblica di Frigolandia
Venduta la casa di Roma, coperta di ipoteche, Sparagna si trasferisce in Umbria. Qui stampa ancora cinque numeri di Frigidaire a circolazione limitata (5 000 copie),  dedicati alla presentazione della sua nuova invenzione: una micronazione, la Repubblica di Frigolandia, terra di Frigidaire, prima repubblica marinara di montagna. È una ex colonia affittata dal Comune di Giano dell'Umbria. Il progetto nacque in fase embrionale già nel 1988, assieme ad Andrea Pazienza, e nella realizzazione di Sparagna si concretizza un "museo-laboratorio, un'Accademia delle Invenzioni, una città immaginaria della Arte Maivista, un monastero eurotibetano".
A settembre 2008 esce il volume illustrato Frigidaire, l'incredibile storia e le sorprendenti avventure della più rivoluzionaria rivista d'arte del mondo pubblicato da Rizzoli.
Sparagna continua a dirigere Frigidaire, la cui redazione si trova oggi nella "Repubblica di Frigolandia" fondata a Giano dell'Umbria nel 2005. La rivista torna in edicola nell'aprile del 2009, dapprima come inserto indipendente di quattro pagine che esce una volta al mese dentro il quotidiano Liberazione, poi, dal giugno 2010, in forma totalmente autonoma. È il nuovo Frigidaire, mensile popolare d'élite, 24 pagine tabloid a colori, in edicola a 3 euro. Nell'ottobre 2011, accanto a Frigidaire, lancia Il Nuovo Male, mensile di satira e idee, 16 pagine tabloid a colori in edicola a 2,50 euro. Su Il Nuovo Male riprende a firmare come Tersite gli editoriali e inventa un nuovo tipo di giornali falsi, che fanno il verso a giornali sia veri che inesistenti.

## Riviste correlate
- Cannibale (rivista, 1977-1979)
- Il Male (rivista, 1978-1982)
- Frigidaire (rivista, 1980-2012)
- Il Nuovo Male (rivista, 2011-2013)

## Opere
- La sinistra cilena di fronte alla crisi, Praxis Savelli, 1974
- Per la rivoluzione in Argentina, di Vincenzo Sparagna e Paolo Sorbi, Savelli 1975
- Dopo l'ottobre, di Vincenzo Sparagna e Marcello Flores, Mazzotta 1977
- Bene, bravi, via!, antologia de Il Male a cura di Vincenzo Sparagna, Mazzotta 1978
- La commedia dell'informazione, Bollati Boringhieri 1999, ISBN 9788833911427
- Falsi da ridere. Dal Male a Frigidaire, dalla Pravda a Stella Rossa, dal Corriere all'Unità, da Repubblica al Lunedì della Repubblica, Malatempora 2000, ISBN 9788882102371
- Frigidaire. L'incredibile storia e le sorprendenti avventure della più rivoluzionaria rivista d'arte del mondo, BUR Biblioteca Univ. Rizzoli 2008, ISBN 9788817021104